# Väter und Söhne
Väter und Söhne (russisch Отцы и дети / Transkription Otzy i deti) ist der bekannteste Roman von Iwan Turgenew. Er wurde 1861 geschrieben; im selben Jahr hatte der russische Zar Alexander II. die Leibeigenschaft abgeschafft. Turgenew stellte in diesem Roman schon die neuen Verhältnisse und Anschauungen der jüngeren Generation dar, die der „Söhne“ (korrekt übersetzt heißt der Roman eigentlich „Väter und Kinder“). Der Romanstoff behandelt die gesellschaftlichen Konflikte zwischen den liberalen Slawophilen und den westlich orientierten Nihilisten und führte nach der Veröffentlichung im zaristischen Russland zu literarischen Kontroversen, die Turgenew veranlassten, sein Land zu verlassen.

## Generationsroman
Die ältere Generation der „Väter“ wird im Roman von dem Gutsbesitzer Nikolai Kirsanow, seinem Bruder Pawel Kirsanow sowie dem Militärarzt Wassili Basarow und dessen Ehefrau vertreten. Deren „Söhne“ sind die Nihilisten Arkadi Kirsanow und Jewgeni Basarow, die sich beim Studium an der Petersburger Universität kennengelernt haben.

## Romanhandlung
Jewgeni Basarow, angehender Mediziner ein Jahr vor seinem Doktor, bezeichnet sich selbst als Nihilisten, der alles außer naturwissenschaftlicher Erkenntnis ablehnt und nichts anerkennt, insbesondere keine Sitten und Autoritäten. Eine besondere Abneigung hegt er gegen jede Form von Romantik. Der jüngere Arkadi Kirsanow, der aus derselben südrussischen Gegend stammt, folgt den Ideen seines Mentors Jewgeni. Gemeinsam reisen sie nach Jahren in der Hauptstadt zurück in ihre Heimat. Arkadi lädt Basarow zu einem Aufenthalt auf Mariano, dem Gut seines Vaters und Onkels, ein. Die revolutionären Ideen der beiden jungen Leute stehen gegen den Adel, auch wenn dieser sich liberal gibt, wie bei Nikolai, Arkadis Vater, oder bei Arkadis Onkel Pawel, der mit Basarow besonders heftig zu streiten beginnt.
Von dem Gut der Kirsanows brechen die beiden jungen Männer in die Provinzhauptstadt auf, wo sie zunächst mit einigen recht oberflächlichen Persönlichkeiten verkehren, dann aber die junge, verwitwete und reiche Gutsbesitzerin Anna Odinzowa kennenlernen. Beide Männer verlieben sich in sie, und als sie die beiden zu einem Besuch auf ihr Landgut einlädt, reisen sie ihr dorthin nach. Doch die lebenserfahrene Odinzowa bleibt kühl. Während sie Basarow als Gesprächspartner schätzt, hält sie Arkadi für zu jung und unreif, so dass jener die Zeit vorwiegend mit Annas jüngerer, stiller Schwester Katja verbringen muss. Basarow, der ansonsten größten Wert auf seine distanzierte und unbeeindruckte Art legt, gesteht Anna schließlich seine Liebe, doch sie weist ihn höflich ab.
Jewgeni und Arkadi reisen zum Gut der Basarows weiter. Schon nach wenigen Tagen werden Jewgeni die ins Abergläubische gehende Religiosität seiner Eltern und ihre abgöttische Liebe für ihn unerträglich und er beschließt, mit Arkadi wieder zum Kirsanowschen Gut zurückzufahren. Ein Kurzbesuch bei der Odinzowa verläuft in kühler Atmosphäre, doch Arkadi wird sich seiner Zuneigung für Katja bewusst. Bei den Kirsanows angekommen, beschließt Arkadi nach einigen Tagen, unter einem Vorwand alleine zum Gut der Odinzowas abzureisen. Jewgeni verführt die Hausmagd Fenitschka, die mit Nikolai Kirsanow einen kleinen Sohn hat, zu einem Kuss und wird von Pawel zum Duell gefordert. Pawel wird dabei leicht verwundet.
Jewgeni Basarow reist nun Arkadi nach, denn er verdächtigt ihn, um Anna Odinzowas Liebe zu werben. Nach seiner Ankunft hält Basarow Arkadis Zuneigung zu Katja für vorgespielt, zumal er selber bei Anna nicht weiterkommt. Bald zeichnet sich eine Verlobung Katjas mit Arkadi ab, der nun nicht mehr  nihilistischen Ideen huldigt und für sich das alltägliche aristokratische Landleben akzeptiert. Verbittert kündigt Basarow Arkadi die Freundschaft und fährt zu seinen Eltern, um dort ungestört arbeiten zu können. Er stirbt hier an Typhus, den er sich mutwillig oder zumindest in äußerst fahrlässiger Weise bei der Obduktion eines an der Krankheit Verstorbenen zugezogen hat. Anna Odinzowa besucht ihn am Sterbebett.
In einem Epilog erzählt Turgenew dem Leser, dass Anna Odinzowa sich aus praktischen Erwägungen mit einem tüchtigen Rechtsanwalt verheiratete. Nikolai Kirsanow wird ein leidenschaftlicher Verfechter der Landreform und heiratet seine Magd Fenitschka, nachdem Bruder Pawel den Standesdünkel zurückgestellt hat. Katerina und Arkadi heiraten und bekommen einen Sohn. Pawel Kirsanow verlässt am Tag nach der Doppelhochzeit das Landgut und reist nach Deutschland. Zuletzt führt der Autor auf den Dorffriedhof zur Grabstätte Jewgenis, an der seine gebrochenen Eltern in stiller Andacht verweilen.

## Hauptcharaktere
- Jewgeni Basarow, Prototyp eines Nihilisten, studierter Mediziner und Naturwissenschaftler, Mentor seines jüngeren Freundes Arkadi, Verehrer von Anna Odinzowa, intellektuell und selbstbewusst.
- Arkadi Kirsanow, Absolvent der Universität von Sankt Petersburg, Anhänger und Freund des Nihilisten Basarow, beheimatet auf dem Gutshof Mariano, von Natur schüchtern und gutmütig.
- Nikolai Kirsanow, ein gutmütiger, verwitweter Gutsherr mit liberalen Ansichten, Vater Arkadis  und eines unehelichen Kindes seiner Dienstmagd. Er ist Verfechter der zaristischen Landreform und versucht in Konflikten zu vermitteln.
- Pawel Kirsanow, Nikolais Bruder, stolzer Aristokrat und ehemaliger Frauenheld, schwankt zwischen Streben nach und Hass auf alles Westliche, zwischen Weltoffenheit und Verteidigung russischer Tradition und Ehre.
- Wassili Basarow, Vater von Jewgeni, Armeechirurg im Ruhestand mit Landbesitz, loyaler Vertreter vaterländischer und christlich-orthodoxer Traditionen
- Arina Basarowa, Jewgenis Mutter, eine gutmütige, fromme, gläubige Frau, die ihren Sohn abgöttisch liebt
- Anna Odinzowa, aus finanziell unsicheren Verhältnissen stammende, wohlhabende Witwe eines Großgutsbesitzers, schön und intelligent
- Katja Odinzowa, jüngere Schwester von Anna, charakterlich ähnlich veranlagt wie Arkadi, scheu und schüchtern.
- Fenitschka, die Hausmagd Nikolais, der mit ihr ein uneheliches Kind zeugte und die ihm treu ergeben ist.

## Zitate aus dem Roman
- Pawel Kirsanow: „Die Deutschen in Rußland will ich schon gar nicht erwähnen, man weiß ja, was das für Vögel sind. Aber auch die deutschen Deutschen gefallen mir nicht. Die früheren gingen noch an: damals hatten sie noch, na, sagen wir, einen Schiller oder einen Götte. … Jetzt dagegen gibt es dort ja nichts als Chemiker und Materialisten.“  „Ein ordentlicher Chemiker ist zwanzigmal wertvoller als jeder Poet“, unterbrach ihn Basarow.[2]
- „Ein Nihilist ist ein Mensch, der sich vor keiner Autorität beugt, keinen Grundsatz anerkennt, und sollte derselbe auch noch so verbreitet sein.“
- „Man müsste das Leben so einrichten, dass jeder Augenblick bedeutungsvoll ist.“
- „Kein Gott weiß, wohin die Sache geführt hätte, man darf sich mit solchen Dingen nicht narren lassen.“
- „Wir wissen mehr oder weniger, was physische Gebrechen verursacht, aber mehr moralische Leiden werden durch schlechte Erziehung bewirkt, durch all den Unsinn, mit dem von Kindheit an die Köpfe der Menschen vollgestopft werden, kurz gesagt, durch den ungeordneten Zustand der Gesellschaft. Reformiert die Gesellschaft, und es wird kein Leid geben.“
- „Meiner Ansicht nach ist es besser, auf dem Pflaster Steine zu klopfen, als einer Frau zu erlauben, auch nur über deine Fingerspitze Gewalt zu bekommen.“

## Textausgaben
Iwan Turgenjew: Väter und Söhne.
- Das Werk wurde erstmals 1869 ins Deutsche übertragen.
- Aus dem Russ. übers. von Angelo Pankow (1866–1934). Neu bearbeitet (von Turgenjew autorisiert) und mit einer literarhistorischen Einleitung von Angelo Pankow. Vorwort von Turgenjew. Hesse und Becker, Leipzig 1917. Wieder Naumann & Göbel, 2006 ISBN 9783625209812
- Aus dem Russ. übers. von Annelore Nitschke. Mit einem Nachw. von Peter Thiergen. Artemis & Winkler, Düsseldorf 2008
- Aus dem Russ. von Manfred von der Ropp. Mit einem Nachw., Anm. und einer Zeittaf. von Jurij Murašov, Deutscher Taschenbuchverlag, dtv, München 2008
- Vom Autor autorisierte Übertr., rev. von Marianne Bühnert. Insel, Leipzig 2007
- Aus dem Russ. von Harry Burck. Aufbau Verlag, Bibliothek der Weltliteratur, Berlin 1967.[3]
- Aus dem Russ. von Fega Frisch. Nachwort von Boris Saitzew, Manesse Verlag, Zürich 1949, 5. A. ebd. 1984.
- Aus dem Russ. von Frida Rubiner. Verlag für Fremdsprachige Literatur, Moskau 1946
- Deutsch von Werner Bergengruen. Mit einem Nachwort von Bruno Frank. Mit 8 Lithographien von Karl Rössing, Deutsche Buch-Gemeinschaft, Berlin 1933
- Aus dem Russ. von Ganna-Maria Braungardt. Deutscher Taschenbuchverlag (dtv), München 2017.

## Rezeption
Väter und Söhne wurde in die ZEIT-Bibliothek der 100 Bücher aufgenommen.
Der irische Dramatiker Brian Friel adaptierte den Roman 1987 fürs Theater. In deutscher Sprache wurde diese Adaption 2016 am Deutschen Theater Berlin unter der Regie von Daniela Löffner inszeniert.

## Verfilmung
- 1977: Väter und Söhne, Regie: Claus Peter Witt

## Hörspiel
- 1974: Väter und Söhne, Regie: Gert Westphal

## Nachweise
1. ↑  Kap. XXIV
2. ↑   Aus Kap. VI, Ausgabe Zürich 1949 S. 41
3. ↑  Eintrag im Katalog der Deutschen Nationalbibliothek
4. ↑  Fernsehaufzeichnung des ZDF einer Aufführung beim Berliner Theatertreffen